# Нистагм
Ниста́гм (др.-греч. νυσταγμός — дремота) — непроизвольные ритмичные колебательные движения глаз высокой частоты (до нескольких сотен в минуту).
Различают физиологический и патологический нистагм. К физиологическому нистагму относят оптокинетический нистагм и нистагм как часть вестибулоокулярного рефлекса. Выделяют горизонтальный, вертикальный и вращательный нистагм следующих видов: маятникообразный, толчкообразный, смешанный.
К местным причинам относят врождённую или приобретённую слабость зрения, к общим — поражение моста мозга, лабиринта, мозжечка, продолговатого мозга, гипофиза, отравления лекарственными препаратами либо наркотическими веществами. Нистагм могут вызывать противоэпилептические препараты, нейролептики, снотворные средства, препараты золота, антималярийные средства, салицилаты.
Часто нистагм сочетается с низкой остротой зрения и вынужденным положением головы (глазным тортиколисом). Причиной низкой остроты зрения являются рефракционная патология и патологические изменения сетчатки, такие как частичная атрофия зрительного нерва. Нарушения рефракции, особенно астигматизм, чаще встречаются у пациентов с нистагмом, чем в общей популяции людей. При нистагме существует определённое положение головы (нулевая позиция), при котором пациенту удобнее смотреть, так как колебательные движения глаз в этом положении значительно меньше или полностью исчезают.

## Лечение нистагма
Нистагм, вызванный употреблением алкоголя и некоторых наркотических веществ, исчезает при протрезвлении и не требует какого-либо лечения.
В последнее время появились способы комплексного лечения нистагма, которые приводят как к уменьшению колебательных движений глаз, так и улучшению зрительных функций.
Лечение и возможности реабилитации при нистагме связаны непосредственно с вызвавшей его причиной. Врожденный нистагм может быть вызван низким зрением из-за отсутствия прозрачности оптических сред, патологическими изменениями глазного дна, в том числе и наследственными, нарушением оптики глазного яблока (высокие степени миопии, гиперметропии, астигматизма), патологией зрительного нерва. Патология, которая вызвала нистагм, определяет возможности полной или частичной реабилитации после хирургического вмешательства.
Лечение нистагма включает в себя поэтапно хирургическое лечение, консервативные и лазерные методы лечения. До операции проводится диагностическое исследование сетчатки и зрительного нерва посредством электрофизиологического исследования, оптической когерентной томографии для определения возможности повышения остроты зрения в послеоперационном периоде.
Хирургический аспект заключается в блокировке нистагма в прямом положении взора, устранения вынужденного положения головы и снижения колебательных движений глаз. За ним следует консервативное лечение, направленное на повышение зрения, при необходимости подбирается точная оптическая коррекция. При высоких степенях аметропии (нарушении оптической системы) применяются специальные корригирующие операции — от лазерной коррекции до интраокулярной коррекции, в зависимости от степени данной аметропии.
У шахтёров улучшение условий труда предотвращает развитие заболевания, а при развитии — помогает перевод на более лёгкую работу.

### История хирургического лечения нистагма
Операция по протоколу Андерсона-Кестенбаума, впервые описана в 1953 году независимо Дж. Андерсоном и А. Кестенбаумом, и является одним из наиболее успешных операций при нистагме. Эта процедура включает перенос нулевой позиции в первичное положение взора через сопряженное движение экстраокулярных мышц, тем самым устраняя вынужденное положение головы или поворот лица у этих пациентов. Кестенбаум выступал за четырёхмышечную операцию для достижения этой цели, в то время как Андерсон выступал за операцию на 2 прямых мышцах. Год спустя, в 1954 году, Гото предложил резекцию 2 прямых мышц и добился того же результата.
Пациенты с нистагмом могут также иметь косоглазие. В этих случаях решение хирургической тактики является более сложным. При наличии глазного тортиколиса и косоглазия операция будет сначала проводится на глазодвигательных мышцах одного глаза.